# Nejvyšší hory kontinentů
Toto je seznam nejvyšších hor kontinentů:
| Kontinent           | Hora          | Pohoří              | Nadmořská výška |
| ------------------- | ------------- | ------------------- | --------------- |
| Afrika              | Kilimandžáro  | Kibo                | 5 895 m         |
| Antarktida          | Vinson Massif | Ellsworthovo pohoří | 4 892 m         |
| Asie                | Mount Everest | Himálaj             | 8 849 m         |
| Austrálie a Oceánie | Puncak Jaya   | Sudirman            | 4 887 m         |
| Evropa              | Mont Blanc    | Alpy                | 4 808 m         |
| Evropa              | Elbrus        | Kavkaz              | 5 642 m         |
| Severní Amerika     | Denali        | Aljašské hory       | 6 190 m         |
| Jižní Amerika       | Aconcagua     | Andy                | 6 961 m         |

Nejvyšší horou Austrálie je Mount Kosciuszko (2 228 m).